# Juha Widing
Juha Markku Widing, född 4 juli 1947 i Uleåborg, Finland, död 30 december 1984 i Kelowna, British Columbia, Kanada, var en svensk ishockeyspelare. Widing, som var en kraftigt byggd center, var en av de allra första europeiska ishockeyspelarna som gjorde karriär i NHL. 

## Biografi

### Uppväxt och ungdomsår
Widing föddes i Uleåborg i Finland 1947, men i början av 1950-talet, när Widing var fyra år, flyttade hans familj, med mamma Hilkka och styvfadern Yngve – Widing kände aldrig sin biologiska far – till Sverige. Först kom man till Degerfors och därefter till Grums. Widing började som pojklagsspelare i Grums IK, och medverkade under sin tid i klubben även i den första TV-pucken genom tiderna (1959).[källa behövs] Då han var 14 år flyttade familjen vidare till Göteborg, och han började 1961 spela för Gais HK:s juniorlag. Efter några år hade han en säker plats i klubbens A-lag, och säsongen 1963/1964 var han klubbens bäste målskytt i division II, med 12 mål.
Widing närde en dröm om att få spela i NHL, och hösten 1964 flög den då 17-årige talangen tillsammans med Ulf Sterner till Nordamerika för att försöka bli proffs. Sterner flyttade hem till Sverige efter en säsong i New York Rangers, men Widing blev kvar i Nordamerika hela livet. Han hamnade först i Brandon, Manitoba, där han säsongen 1964/1965 inledde sin nordamerikanska karriär i Brandon Wheat Kings med 23 mål och 38 poäng på 45 matcher. Säsongen efter klev han fram som juniorligans vassaste målskytt genom 62 mål och totalt 114 poäng på 50 matcher, och säsongen därpå förbättrade han sitt facit ytterligare. Framgångarna fortsatte från 1967 i CHL-klubben Omaha Knights, där han två år på raken var klubbens skyttekung och bäste poänggörare – 41 mål och 80 poäng på 72 matcher räckte för att Widing säsongen 1968/1969 skulle bli uttagen i ligans andra All Star Team.

### NHL-karriär
Hösten 1969 gjorde Widing NHL-debut i New York Rangers, som både den tredje finskfödde spelaren (efter Albert Pudas och Pentti Lund) i NHL och den första, i huvudsak, europafostrade spelaren med fulltidskontrakt i NHL. Han lyckades dock inte göra intryck på sin tränare och blev 28 februari 1970 bortbytt till bottenlaget Los Angeles Kings. Väl på västkusten blommade Widing ut till NHL-stjärna, var klubbens poängkung tre år på raken och noterade minst 55 poäng under fem raka säsonger. Först när superstjärnan Marcel Dionne anlände i klubben år 1975 miste Widing sin roll som offensiv frontfigur. Han fortsatte dock att spela i Kings till han blev bortbytt till Cleveland Barons 22 januari 1977, under den NHL-säsong som blev hans sista. Säsongen efter tog han plats i WHA och Edmonton Oilers, där han mäktade med 18 mål och totalt 42 poäng på 71 matcher, men drog sig tillbaka i slutet av säsongen och avslutade därmed, till följd av en aldrig offentliggjord men långvarig sjukdom, den kanske märkligaste karriär en svensk ishockeyspelare haft. Juha Widing avled på sjukhus i sviterna efter en hjärtattack.

### I landslaget
Widing medverkade i en enda turnering med Tre Kronor - 1976 års Canada Cup, där han noterades för ett mål och en assist på 5 matcher.

## Statistik

### Klubbkarriär
| 1963–64    | Göteborgs AIS HK    | Div. 2 Västra B | 18  | 12  | –   | 12  | –   | –  | – | –  | –  | – |
| 1964–65    | Brandon Wheat Kings | SJHL            | 45  | 23  | 15  | 38  | 26  | 9  | 3 | 5  | 8  | 6 |
| 1965–66    | Brandon Wheat Kings | SJHL            | 50  | 62  | 52  | 114 | 29  | 11 | 8 | 14 | 22 | 4 |
| 1966–67    | Brandon Wheat Kings | CMJHL           | 43  | 70  | 74  | 144 | 64  | 9  | 5 | 10 | 15 | 6 |
| 1966–67    | Port Arthur Marrs   | M-Cup           | –   | –   | –   | –   | –   | 5  | 2 | 2  | 4  | 4 |
| 1967–68    | Omaha Knights       | CPHL            | 62  | 27  | 33  | 60  | 19  | —  | — | —  | —  | — |
| 1968–69    | Omaha Knights       | CHL             | 72  | 41  | 39  | 80  | 58  | 7  | 2 | 4  | 6  | 0 |
| 1969–70    | New York Rangers    | NHL             | 44  | 7   | 7   | 14  | 10  | —  | — | —  | —  | — |
| 1969–70    | Los Angeles Kings   | NHL             | 4   | 0   | 2   | 2   | 2   | —  | — | —  | —  | — |
| 1970–71    | Los Angeles Kings   | NHL             | 78  | 25  | 40  | 65  | 24  | —  | — | —  | —  | — |
| 1971–72    | Los Angeles Kings   | NHL             | 78  | 27  | 28  | 55  | 26  | —  | — | —  | —  | — |
| 1972–73    | Los Angeles Kings   | NHL             | 77  | 16  | 54  | 70  | 30  | —  | — | —  | —  | — |
| 1973–74    | Los Angeles Kings   | NHL             | 71  | 27  | 30  | 57  | 26  | 5  | 1 | 0  | 1  | 2 |
| 1974–75    | Los Angeles Kings   | NHL             | 80  | 24  | 36  | 60  | 46  | 3  | 0 | 2  | 2  | 0 |
| 1975–76    | Los Angeles Kings   | NHL             | 67  | 7   | 15  | 22  | 26  | —  | — | —  | —  | — |
| 1976–77    | Los Angeles Kings   | NHL             | 47  | 3   | 8   | 11  | 8   | —  | — | —  | —  | — |
| 1976–77    | Cleveland Barons    | NHL             | 29  | 6   | 8   | 14  | 10  | —  | — | —  | —  | — |
| 1977–78    | Edmonton Oilers     | WHA             | 71  | 18  | 24  | 42  | 8   | —  | — | —  | —  | — |
| WHA totalt | WHA totalt          | WHA totalt      | 71  | 18  | 24  | 42  | 8   | —  | — | —  | —  | — |
| NHL totalt | NHL totalt          | NHL totalt      | 575 | 144 | 226 | 370 | 208 | 8  | 1 | 2  | 3  | 2 |

### Internationellt
| År     | Lag     | Turnering  | Matcher | Mål | Assist | Poäng | Utv |
| ------ | ------- | ---------- | ------- | --- | ------ | ----- | --- |
| 1976   | Sverige | Canada Cup | 5       | 1   | 1      | 2     | 0   |
| Totalt | Totalt  | Totalt     | 5       | 1   | 1      | 2     | 0   |